# Prochiralita

sp^{2}-hybridizovaný atom uhlíku, se znázorněnými stranami re a si

Jako prochirální se ve stereochemii označují nechirální molekuly, které se mohou jedinou reakcí přeměnit na chirální. Nechirální molekuly, které lze na chirální přeměnit pomocí dvou reakcí, se nazývají proprochirální.
V případech, kdy jsou na sp3-hybridizovaný atom uhlíku navázány dva stejné substituenty, se tyto označují jako pro-R a pro-S. Pokud se při další reakci z pro-R stane substituent s nejvyšší prioritou, vytvoří se R izomer, jestliže k tomu dojde u pro-S substituentu, tak vznikne S izomer.
Obecný sp2 hybridizovaný atom se může stát chirálním centrem, pokud se substituent naváže na re nebo si stranu molekuly. Jako re se označuje ta strana, u které by po substituci byly atomy srovnány podle Cahnových-Ingoldových-Prelogových pravidel po směru hodinových ručiček; v opačném případě jde o si stranu (zda bude izomer označen S nebo R, záleží na prioritě skupiny, která se na molekulu naváže).